# Tour de França de 1995
El 82é Tour de França es va disputar de l'1 al 23 de juliol de 1995 sobre un recorregut de 20 etapes i amb un total de 3.635 km que es van cobrir a una velocitat mitjana de 39,193 km/h. La carrera va començar en Saint-Brieuc va acabar en París, en el clàssic final dels Camps Elisis.
El guanyador final va ser l'espanyol Miguel Induráin, que aconseguia així la seua cinquena victòria, igualant el rècord de Jacques Anquetil, Eddy Merckx i Bernard Hinault, però sent el primer d'ells que ho feia de forma consecutiva.